# Jollydora
Jollydora es un género con ocho especies de plantas fanerógamas perteneciente a la familia de las connaráceas.

## Taxonomía
El género fue descrito por Pierre ex Gilg  y publicado en Botanische Jahrbücher für Systematik, Pflanzengeschichte und Pflanzengeographie 23: 217. 1896.   La especie tipo es: Jollydora duparquetiana

## Especies
- Jollydora cinnabarina
- Jollydora duparquetiana
- Jollydora elimaboura
- Jollydora gigantophylla
- Jollydora glandulosa
- Jollydora pedunculosa
- Jollydora pierrei
- Jollydora rufiobarbata